# Shania Twain
Shania Twain   (Windsor, 28 d'agost de 1965) és una cantant i compositora canadenca. Esdevingué famosa a l'Amèrica del nord a l'entrada dels anys 1990 amb el seu primer àlbum que es deia Shania Twain (1993), i el seu prestigi s'estengué internacionalment arran del seu àlbum del 1997 Come On Over, que es classificà com al disc més venut fins a l'actualitat d'una cantant, i el més venut dels discos de country fins ara. L'àlbum Come on Over s'ha venut a més de 41 milions de còpies en el món. Aquest àlbum també se situa al lloc n°9 dels àlbums més venuts als Estats Units.
Shania Twain, que s'ha endut cinc vegades un Premi Grammy, ha estat reconeguda com una compositora talentosa i ha estat guardonada vint-i-set vegades als Premis BMI.

## Discografia
Fins a l'actualitat Shania Twain ha publicat 5 àlbums entre els quals es troba una recopilació.
| Any  | Àlbum           | USA country | USA Chart | UK Chart | CAN Chart | Vendes als Estats Units | Vendes mundials |
| ---- | --------------- | ----------- | --------- | -------- | --------- | ----------------------- | --------------- |
| 1993 | Shania Twain    | 67          | -         | -        | -         | 1 m                     | 2 m.            |
| 1995 | The Woman in Me | 1           | 5         | 9        | 17        | 12 m                    | 20 m.           |
| 1997 | Come on Over    | 1           | 2         | 1        | 1         | 20 m.                   | 41 m.           |
| 2002 | Up!             | 1           | 1         | 1        | 1         | 11 m.                   | 22 m.           |
| 2004 | Greatest Hits   | 1           | 2         | 6        | 1         | 5,5 m.                  | 10 m.           |
| 2017 | Now             |             |           |          |           |                         |                 |
| 2023 | Queen of Me     |             |           |          |           |                         |                 |

## Filmografia
- I ♥ Huckabees (I Heart Huckabees)

## Guardons i títols

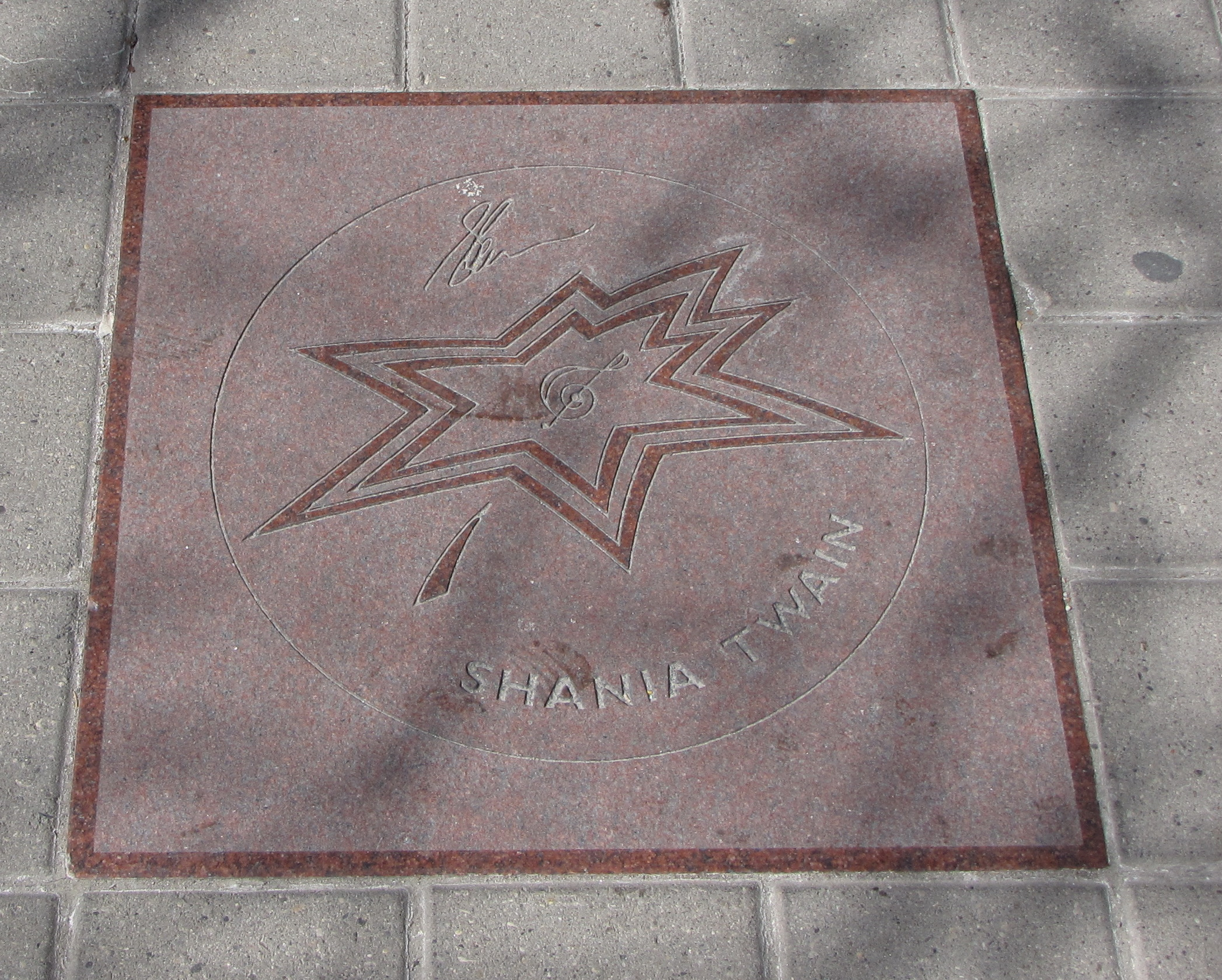
L'estel de Shania Twain al Passeig de la Fama del Canadà

A més dels nombrosos guardons que ha rebut pels seus singles i àlbums, Twain ha estat recompensada amb diversos títols i premis:
- Fou designada com a Artista musical de l'Any el 1999 alhora per l'Acadèmia de Música Country i l'Associació de Música Country; Twain va ser la primera artista de fora dels Estats Units que rebé el premi de la CMA.
- Shania Twain es va situar al lloc n°7 de les 40 artistes femenines més importants de la Música Country de la Country Music Television el 2002.[3]
- El 2003, Twain rebé el seu estel al Passeig de la Fama del Canadà.[4]
- La ciutat de Timmins (situada a Ontario, al Canadà) va canviar el nom d'un carrer amb el seu, li va atorgar les claus de la ciutat, i va edificar el Centre Shania Twain per a honorar la seva trajectòria.[5]
- El 18 de novembre de 2005, Twain fou investida Oficial de l'Orde del Canadà.[6][7]
- El 1996 va guanyar el Grammy al millor àlbum de country.

Nominacions
- 1996: Grammy al millor nou artista
- 1999: Grammy al millor àlbum de country